# IPadOS 17
iPadOS 17 è la quinta versione del sistema operativo iPadOS, sviluppato da Apple. È stato annunciato alla Worldwide Developers Conference (WWDC) il 5 giugno 2023 e lo stesso giorno è stata pubblicata la prima beta per gli sviluppatori.

## Caratteristiche

### Interfaccia e nuove funzionalità del sistema

#### Maggiore personalizzazione dello sfondo
L'immagine di sfondo cambia in base alla modalità Scuro o Chiaro. Lo spessore del carattere sulla schermata di blocco può essere regolato più liberamente. Ci sono anche nuovi sfondi caleidoscopio.
Le Live Photo sono supportate come sfondo della Schermata di blocco.

#### Widget Interattivi
I widget sono ora interattivi. Gli utenti possono accendere le luci o le tapparelle della casa premendo il pulsante corrispondente del widget Home, e gli utenti possono completare le attività dai promemoria premendo direttamente sull'elenco posizionato nel widget, ecc.

#### Tastiera con correzione automatica e predizione del testo
Quando si digita una parola sbagliata, la tastiera è in grado di correggerla automaticamente. È anche possibile annullare la correzione toccando la parola sottolineata che è appena stata corretta.
Mentre si digita il testo, vengono suggerite le parole successive e con un tocco sulla barra spaziatrice è possibile aggiungere singole parole o completare un'intera frase grazie a tecniche di intelligenza artificiale.

#### AutoFill avanzato nei PDF e nei documenti scansionati
iPadOS ora può identificare i campi dei moduli PDF per un inserimento più rapido del testo. Anche le informazioni salvate dall'utente nei Contatti possono essere usate per compilare i campi di un modello di un file PDF o di un documento scansionato.

#### Miglioramenti della ricerca Spotlight
Modifica impostazioni da Spotlight: la ricerca globlale Spotlight ora permette di modificare le impostazioni del sistema direttamente dai risultati della ricerca stessa. Ad esempio, se dalla Home si cerca la parola "wifi", fra i risultati di ricerca appare direttamente l'interruttore per spegnere o accendere il Wi-Fi.

#### Miglioramenti alla rete cellulare
Una nuova impostazione per le reti cellulari consente di disabilitare le statistiche di utilizzo della rete dati, se all'utente non interessa sapere quali app stanno consumando dati.

#### Miglioramenti alla rete wi-fi
Una nuova funzione permette, tramite la sincronizzazione iCloud ad un iPhone, di utilizzare la rete wi-fi per le chiamate telefoniche.

### Novità delle app

#### Journal
Journal è un'app crittografata end-to-end che consente agli utenti di registrare le proprie attività quotidiane.

#### FaceTime
- Permette di lasciare un messaggio video o audio quando il destinatario non è disponibile.
- Aggiunte le Reazioni, in modo simile alla funzione reazioni in Messaggi.

#### Promemoria
L'elenco di un promemoria ora può essere organizzato in sezioni, quindi è possibile aggiungere sezioni in un elenco di un promemoria.

#### Siri
Gli utenti ora possono semplicemente dire "Siri" invece di "Ehi Siri" per attivare Siri con la voce (non ancora disponibile in lingua italiana). Le domande successive poste a Siri non richiedono di pronunciare nuovamente il comando "Siri".

#### Safari
- Profili: permettono di mantenere separate le attività di navigazione quando si è al lavoro o a scuola da quelle di casa o personali.[10]
- Navigazione privata protetta da Face ID: le pagine precedentemente aperte in modalità di navigazione privata richiedono il Face ID per essere riviste.
- Ascolta Pagina: permette di ascoltare l'intera pagina come audio letto dal telefono.
- Migliorata Cronologia di Navigazione: la cronologia di navigazione ora mostra anche le favicon dei siti, quindi accando al nome del sito e alla sua descrizione compare anche la relativa icona.
- Aggiunto supporto per le immagini JPEG XL e HEIC.

#### Foto
- Ricerca di ricette: è possibile cercare ricette su Internet usando una foto di un cibo.
- Riconoscimento degli animali domestici: cani e gatti vengono riconosciuti e categorizzati automaticamente all'interno della sezione persone.
- Ritaglio semplificato: quando si fa zoom su una foto, compare automaticamente un pulsante per ritagliare la foto senza dover entrare prima in modifica foto.

#### Fotocamera
La fotocamera si arricchisce delle seguenti nuove impostazioni:
- Livello: mostra una linea orizzontale che diventa gialla quando il soggetto è allineato con l'orizzonte.
- Blocca bilanciamento del bianco nei Video registrati: permette di bloccare il bilanciamento del bianco durante la registrazione di un video.

#### Mappe
- Mappe offline: le mappe possono ora essere scaricate per l'uso senza connessione Internet.
- Stazioni di ricarica per veicoli elettrici: è possibilità vedere in tempo reale la disponibilità di punti di ricarica per i veicoli elettrici, in particolare quanti posti liberi ci sono in quel determinato punto di ricarica, la tipologia di attacco, ecc.
- Ricerca di persone per nome: è possibile ricercare per nome le persone che hanno condiviso la propria posizione.

#### Dov'è
Condivisione di AirTag: consente di condividere un AirTag con un massimo di cinque persone, consentendo così una collaborazione fra persone nel ritrovamento di un determinato oggetto smarrito.

#### Apple Music
- Playlist collaborative: permettono a un gruppo di utenti di aggiungere e rimuovere brani da una playlist condivisa.
- Dissolvenza tra i brani riprodotti.

#### Meteo
- Confronto di oggi con ieri: l’app Meteo ora consente di confrontare il meteo di oggi con quello di ieri.
- Fase lunare: aggiunta scheda che mostra lo stato corrente della luna, il tempo fino alla prossima luna piena, i tempi di tramonto della luna e di sorgere della luna e il calendario lunare.

#### Salute
Aggiunto riepilogo dei risultati di allenamento dei tuoi amici.

#### Tempo di utilizzo
Distanza dallo schermo controlla e ti avverte se stai tenendo il tuo iPad troppo vicino al viso per un periodo di tempo considerevole.

## Sicurezza e Privacy

### Autoriempimento dei codici di verifica ricevuti via Mail
I codici di verifica usa e getta ricevuti in Mail possono essere compilati automaticamente con un tocco senza uscire da Safari.

### Pulizia automatica dei codici di verifica
Una nuova impostazione in Passwords consente a iPadOS di cancellare automaticamente i messaggi dei codici di verifica usa e getta ricevuti in Messaggi o Mail dopo l'inserimento con l'autoriempimento.

### Link-tracking protection
Rimuove automaticamente i parametri passati nell'URL di un link che possono tracciare l'utente. Tale protezione è abilitata in Mail, Messaggi e nella modalità di navigazione privata di Safari.

### Password
- Password di gruppo condivise: è possibile creare gruppi di password da condividere con familiari e amici.
- Password eliminate di recente: è possibile recuperare le password cancellate da non più di 30 giorni.

### Permessi
- L'aggiunta di un evento nel Calendario da parte di un'app ora viene effettuata senza che l'app sia in grado di accedere a tutte le informazioni presenti nel Calendario.
- Quando le app chiedono di accedere all'intera libreria di foto dell'utente, l'utente può scegliere di condividere solo foto specifiche mantenendo privato il resto della libreria.

### Miglioramenti nella Modalità Lockdown
- Impedisce all'iPad di connettersi alle reti cellulari 2G (essendo meno sicure) e di collegarsi automaticamente a reti wireless non sicure.
- Vengono disabilitate ulteriori API in Safari suscettibili di essere attaccate, come IndexedDB, File API, FileReader API, WebSpeech API, WebLocks API, API sperimentali, ecc.[11]
- Quando si abilita la Modalità Lockdown su iPad, viene attivata anche sull'Apple Watch abbinato. Infatti watchOS 10 supporta la Modalità di Lockdown.

### Avviso Contenuto sensibile
Rileva foto e video di nudo, oscurandoli con un effetto di sfuocatura prima che possano essere visualizzati.

### Versioni correnti
| Versione | Versione              | Dispositivi       | Dispositivi | Dispositivi             | Dispositivi |
| Numero   | Data di distribuzione | iPad Pro          | iPad Air    | iPad                    | iPad mini   |
| -------- | --------------------- | ----------------- | ----------- | ----------------------- | ----------- |
| 17.7.10  | 20 agosto 2025        | 2G · 3G · 4G · 5G | 3G · 4G     | 6G · 7G · 8G · 9G - 10G | 5G · 6G     |

## Dispositivi supportati
Per installare iPadOS 17, occorrerà disporre di uno dei seguenti dispositivi:
- iPad Pro (2ª generazione e successivi)
- iPad Air (3ª generazione e successivi)
- iPad (6ª generazione e successivi)
- iPad mini (5ª generazione e successivi)